# Districte municipal d'Ukmergė
El districte municipal d'Ukmergė (en lituà: Ukmergės rajono savivaldybė) és un dels 60 municipis de Lituània, situat dins del comtat de Vílnius. La seva capital és la ciutat d'Ukmergė.

## Seniūnijos del districte
- Deltuvos seniūnija (Deltuva)
- Lyduokių seniūnija (Lyduokiai)
- Pabaisko seniūnija (Pabaiskas)
- Pivonijos seniūnija (Ukmergė)
- Siesikų seniūnija (Siesikai)
- Šešuolių seniūnija (Liaušiai)
- Taujėnų seniūnija (Taujėnai)

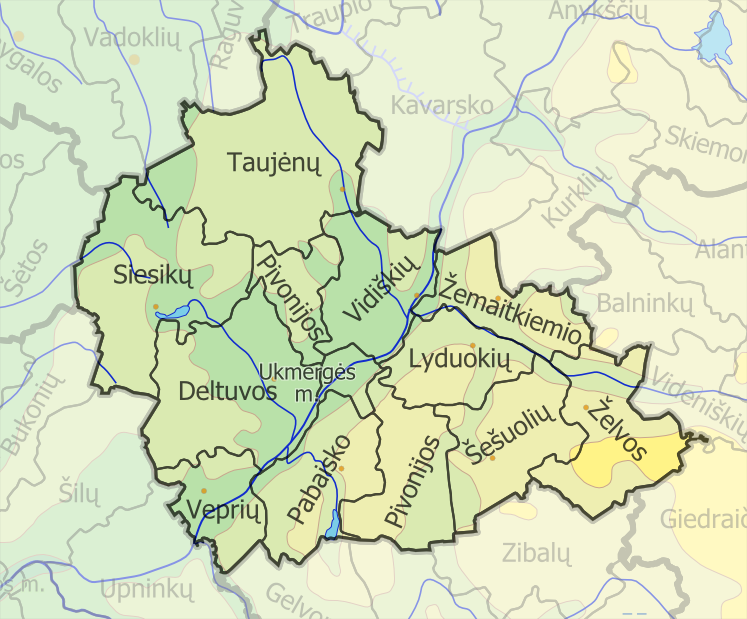
Mapa dels seniūnijos del districte municipal d'Ukmergė

- Ukmergės miesto seniūnija (Ukmergė)
- Veprių seniūnija (Vepriai)
- Vidiškių seniūnija (Vidiškiai)
- Želvos seniūnija (Želva)
- Žemaitkiemio seniūnija (Žemaitkiemis)